# Music for Our Mother Ocean
Music for Our Mother Ocean è una serie di album prodotti per la Surfrider Foundation, un'organizzazione creata per preservare dall'inquinamento gli oceani.

## Pubblicazioni
| Anno | Titolo                                     | Etichetta          |
| ---- | ------------------------------------------ | ------------------ |
| 1996 | M.O.M., Vol. 1: Music for Our Mother Ocean | Interscope Records |
| 1997 | M.O.M., Vol. 2: Music for Our Mother Ocean | Interscope Records |
| 1999 | M.O.M., Vol. 3: Music for Our Mother Ocean | Hollywood Records  |